# Hedysarum elegans
Hedysarum elegans är en ärtväxtart som beskrevs av Pierre Edmond Boissier och Alfred Huet du Pavillon. Hedysarum elegans ingår i släktet buskväpplingar, och familjen ärtväxter. Inga underarter finns listade i Catalogue of Life.